# Jermaine Hue
Jermaine Hue (* 15. Juni 1978 in Morant Bay) ist ein ehemaliger jamaikanischer Fußballspieler. Der Mittelfeldspieler war jamaikanischer Nationalspieler.
Er begann seine Karriere beim Harbour View FC, mit dem er 1998 Jamaikanischer Pokalsieger wurde. 1999/2000 wurde er Jamaikanischer Meister und zum MVP der National Premier League gewählt. 2001 und 2002 gewann Harbour View wiederum den Jamaikanischen Pokal. 2003 und 2005 verlor man jeweils im Pokalfinale, dafür wurde 2004 die Karibik-Klubmeisterschaft gewonnen. 2005 wechselte er zu Sporting Kansas City in die Vereinigten Staaten und 2006 zu Mjällby AIF in Schweden. Anfang 2007 kehrte er zurück nach Jamaika und gewann mit Harbour View direkt die Jamaikanische Meisterschaft und die Karibik-Klubmeisterschaft. Zwei weitere nationale Meistertitel folgten 2010 und 2013.
Hue wurde zwischen 2000 und 2013 insgesamt 42-mal in die jamaikanische Nationalmannschaft berufen und schoss zwölf Tore. Im Juni 2013 wurde er beim WM-Qualifikationsspiel gegen Honduras bei der Dopingkontrolle positiv auf Dexamethason getestet und für neun Monate gesperrt.